# Taraxacum infumatum
Taraxacum infumatum — вид квіткових рослин з родини айстрових (Asteraceae). Вид зростає в Європі: Польща, Швеція, Швейцарія; це багаторічна рослина помірних біомів.